# 스테인 에릭센
스테인 에릭센(노르웨이어: Stein Eriksen, 1927년 12월 11일~2015년 12월 27일)은 노르웨이의 알파인 스키 선수이다. 1952년 동계 올림픽에서 대회전 부문 금메달과 회전 부문 은메달을 획득했으며, 1954년 세계 선수권 대회에서 3관왕에 올랐다. 1952년 올림픽 이후 미국으로 이주했으며, 그 곳에서 스키 강사로 활동했다.